# Корсель-ле-Жора
Корсель-ле-Жора (фр. Corcelles-le-Jorat) — громада  в Швейцарії в кантоні Во, округ Бруа-Вюлі.

## Географія
Громада розташована на відстані близько 70 км на південний захід від Берна, 12 км на північний схід від Лозанни.
Корсель-ле-Жора має площу 7,9 км², з яких на 5,9% дозволяється будівництво (житлове та будівництво доріг), 52,3% використовуються в сільськогосподарських цілях, 41,8% зайнято лісами, 0% не є продуктивними (річки, льодовики або гори).

## Демографія
2019 року в громаді мешкало 457 осіб (+11,2% порівняно з 2010 роком), іноземців було 16,6%. Густота населення становила 58 осіб/км².
За віковим діапазоном населення розподілялося таким чином: 20,1% — особи молодші 20 років, 60,6% — особи у віці 20—64 років, 19,3% — особи у віці 65 років та старші. Було 209 помешкань (у середньому 2,2 особи в помешканні).
Із загальної кількості 72 працюючих 32 було зайнятих в первинному секторі, 16 — в обробній промисловості, 24 — в галузі послуг.